# Erro percentual absoluto médio
 O erro percentual absoluto médio (EPAM), também conhecido como desvio percentual absoluto médio, é uma medida de precisão de previsão de um método de previsão em estatística. Ele geralmente expressa a precisão como uma razão definida pela fórmula:
```

  

    

      

        

          

            
EPAM

          

        

        
=

        
100

        

          

            
1

            
n

          

        

        

          
∑

          

            
t

            
=

            
1

          

          

            
n

          

        

        

          
|

          

            

              

                

                  
A

                  

                    
t

                  

                

                
−

                

                  
F

                  

                    
t

                  

                

              

              

                
A

                

                  
t

                

              

            

          

          
|

        

      

    

    
{\displaystyle {\mbox{EPAM}}=100{\frac {1}{n}}\sum _{t=1}^{n}\left|{\frac {A_{t}-F_{t}}{A_{t}}}\right|}

  

```

onde At é o valor real e Ft é o valor previsto. A diferença entre eles é dividida pelo valor real At. O valor absoluto dessa razão é somado para cada ponto previsto no tempo e dividido pelo número de pontos ajustados n.

## EPAM em problemas de regressão
O erro percentual absoluto médio é comumente usado como uma função de perda em problemas de regressão e na avaliação de modelos, devido à sua interpretação intuitiva em termos de erro relativo.

### Definição
Em um contexto de regressão padrão, os dados são descritos por um par aleatório {\displaystyle Z=(X,Y)} com valores em {\displaystyle \mathbb {R} ^{d}\times \mathbb {R} }, e n cópias i.i.d. {\displaystyle (X_{1},Y_{1}),...,(X_{n},Y_{n})} de {\displaystyle (X,Y)}. Modelos de regressão buscam encontrar um bom modelo para o par, ou seja, uma função mensurável g de {\displaystyle \mathbb {R} ^{d}} para {\displaystyle \mathbb {R} }, tal que {\displaystyle g(X)} seja próximo de Y.
No contexto clássico de regressão, a proximidade de {\displaystyle g(X)} a Y é medida pelo risco L2, também chamado de erro quadrático médio (EQM). No contexto de regressão com EPAM, a proximidade de {\displaystyle g(X)} a Y é medida pelo EPAM, e o objetivo é encontrar um modelo {\displaystyle g_{\text{EPAM}}} tal que:
{\displaystyle g_{\mathrm {EPAM} }(x)=\arg \min _{g\in {\mathcal {G}}}\mathbb {E} {\Biggl [}\left|{\frac {g(X)-Y}{Y}}\right||X=x{\Biggr ]}}
onde {\displaystyle {\mathcal {G}}} é a classe de modelos considerados (por exemplo, modelos lineares).
Na prática
Na prática, {\displaystyle g_{\text{EPAM}}(x)} pode ser estimado pela estratégia de minimização do risco empírico [en], resultando em:
{\displaystyle {\widehat {g}}_{\text{EPAM}}(x)=\arg \min _{g\in {\mathcal {G}}}\sum _{i=1}^{n}\left|{\frac {g(X_{i})-Y_{i}}{Y_{i}}}\right|}
Do ponto de vista prático, o uso do EPAM como função de qualidade para modelos de regressão é equivalente a realizar uma regressão com erro absoluto médio [en] (EAM) ponderado, também conhecida como regressão quantílica. Essa propriedade é trivial, pois:
{\displaystyle {\widehat {g}}_{\text{EPAM}}(x)=\arg \min _{g\in {\mathcal {G}}}\sum _{i=1}^{n}\omega (Y_{i})\left|g(X_{i})-Y_{i}\right|{\mbox{ with }}\omega (Y_{i})=\left|{\frac {1}{Y_{i}}}\right|}
Como consequência, o uso do EPAM é bastante simples na prática, por exemplo, utilizando bibliotecas existentes para regressão quantílica que permitem pesos.

### Consistência
O uso do EPAM como função de perda em análises de regressão é viável tanto do ponto de vista prático quanto teórico, já que a existência de um modelo ótimo e a consistência [en] da minimização do risco empírico podem ser comprovadas.

## WEPAM
O WEPAM (por vezes escrito como wEPAM) significa erro percentual absoluto médio ponderado. É uma medida usada para avaliar o desempenho de modelos de regressão ou previsão. Trata-se de uma variante do EPAM em que os erros percentuais absolutos médios são tratados como uma média aritmética ponderada. Geralmente, os erros percentuais absolutos são ponderados pelos valores reais (por exemplo, em previsões de vendas, os erros são ponderados pelo volume de vendas). Isso resolve o problema de "erro infinito". Sua fórmula é:
{\displaystyle {\mbox{wEPAM}}={\frac {\displaystyle \sum _{i=1}^{n}\left(w_{i}\cdot {\tfrac {\left|A_{i}-F_{i}\right|}{|A_{i}|}}\right)}{\displaystyle \sum _{i=1}^{n}w_{i}}}={\frac {\displaystyle \sum _{i=1}^{n}\left(|A_{i}|\cdot {\tfrac {\left|A_{i}-F_{i}\right|}{|A_{i}|}}\right)}{\displaystyle \sum _{i=1}^{n}\left|A_{i}\right|}}}
Onde {\displaystyle w_{i}} é o peso, {\displaystyle A} é um vetor dos dados reais e {\displaystyle F} é a previsão ou predição.
No entanto, isso simplifica-se para uma fórmula mais simples:
{\displaystyle {\mbox{wEPAM}}={\frac {\displaystyle \sum _{i=1}^{n}\left|A_{i}-F_{i}\right|}{\displaystyle \sum _{i=1}^{n}\left|A_{i}\right|}}}
Confusamente, às vezes, quando as pessoas se referem ao WEPAM, estão falando de um modelo diferente, no qual o numerador e o denominador da fórmula do WEPAM acima são novamente ponderados por outro conjunto de pesos personalizados {\displaystyle w_{i}}. Talvez seja mais preciso chamar isso de WEPAM duplamente ponderado (WWEPAM). Sua fórmula é:
{\displaystyle {\mbox{wwEPAM}}={\frac {\displaystyle \sum _{i=1}^{n}w_{i}\left|A_{i}-F_{i}\right|}{\displaystyle \sum _{i=1}^{n}w_{i}\left|A_{i}\right|}}}

## Problemas
Embora o conceito de EPAM pareça simples e convincente, ele apresenta grandes desvantagens em aplicações práticas, e há muitos estudos sobre as limitações e resultados enganosos do EPAM.
- Não pode ser usado se houver valores zero ou próximos de zero (o que às vezes ocorre, por exemplo, em dados de demanda), pois haveria uma divisão por zero ou valores de EPAM tendendo ao infinito.[7]
- Para previsões muito baixas, o erro percentual não excede 100%, mas para previsões muito altas, não há limite superior para o erro percentual.
- O EPAM penaliza mais fortemente erros negativos, {\displaystyle A_{t}<F_{t}} do que erros positivos.[8] Como consequência, quando o EPAM é usado para comparar a precisão de métodos de previsão, ele é tendencioso, selecionando sistematicamente um método cujas previsões são muito baixas. Esse problema pouco conhecido, mas sério, pode ser superado usando uma medida de precisão baseada no logaritmo da razão de precisão (a razão entre o valor previsto e o real), dada por {\textstyle \log \left({\frac {\text{predicted}}{\text{actual}}}\right)}. Essa abordagem leva a propriedades estatísticas superiores e a previsões que podem ser interpretadas em termos da média geométrica.[5]
- Muitas vezes, pensa-se que o EPAM será otimizado na mediana. No entanto, por exemplo, uma distribuição log-normal tem uma mediana de {\displaystyle e^{\mu }}, enquanto seu EPAM é otimizado em {\displaystyle e^{\mu -\sigma ^{2}}}.

Para superar esses problemas com o EPAM, outras medidas foram propostas na literatura:
- Erro Absoluto Escalonado Médio [en] (EAEM)
- Erro Percentual Absoluto Médio Simétrico [en] (EPAMS)
- Precisão Direcional Média [en] (PDM)
- Erro Percentual Absoluto Médio Arctangente (EPAAM): O EPAAM pode ser considerado um inclinação como ângulo, enquanto o EPAM é uma inclinação como razão.[7]